# Lanzada
Lanzada là một đô thị ở tỉnh Sondrio trong vùng Lombardia của Italia, có vị trí khoảng 100 km về phía đông bắc của Milano và khoảng 11 km về phía bắc của Sondrio, ở biên giới với Thụy Sĩ. Tại thời điểm ngày 31 tháng 12 năm 2004, đô thị này có dân số 1.445 người và diện tích là 116,1 km².
Lanzada giáp các đô thị: Caspoggio, Chiesa in Valmalenco, Chiuro, Montagna in Valtellina, Pontresina (Thụy Sĩ), Poschiavo (Thụy Sĩ), Samedan (Thụy Sĩ), Sils im Engadin/Segl (Thụy Sĩ).